# Пулад-султан
Пулад-султан (узб. Po'lat sulton) (XIV век—1529) — представитель узбекской ханской династии Шейбанидов. Побывал хакимом Хорезма. Узбекский военачальник и политик. Сын Мухаммед Тимур-султана, Внук основателя узбекской династии Шейбанидов Шейбани-хана (1500—1510). Чингизид, потомок по линии хана Шибана третьего сына Джучи.
В 1501 году, при завоевания Мавераннахра Шейбанидами Пулад-султан назначен хакимом Хорезма. Он вместе со своим отцом и Убайдулла-ханом принимал активное участие в Гиждуванской битве Шейбанидов против сефевидов в 1512 году. У Пулад-султана был один сын — Кукбури-султан. У него не было потомства.
Пулад султан умер в 1529 году.